# Fernet
Fernet és una beguda destil·lada italiana (amaro) aromàtica tipus bíter. S'elabora a partir d'un seguit d'herbes i espècies que varien segons la marca, però que normalment inclou mirra, ruibarbre, camamilla, cardamom, àloe i safrà, amb una base d'aiguardent destil·lat de raïm.
El fernet se sol servir com a digestiu després d'un àpat i es pot mesclar amb cafè. Normalment conté un 45% de grau alcohòlic i es pot servir a temperatura ambient o amb gel.

## Popularitat
El fernet és força popular a l'Argentina. El país sud-americà consumeix més del 75% de tot el fernet produït a nivell mundial i té l'única destil·leria de Fratelli Branca fora d'Itàlia. Com que tradicionalment es barreja amb Coca-Cola, fernet també ha contribuït a convertir l'Argentina en un dels majors consumidors d'aquest refresc al món. El fernet con coca és tan omnipresent a l'Argentina que s'ha descrit com «la beguda no oficial del país» i també s'anomena fernando o fernandito.

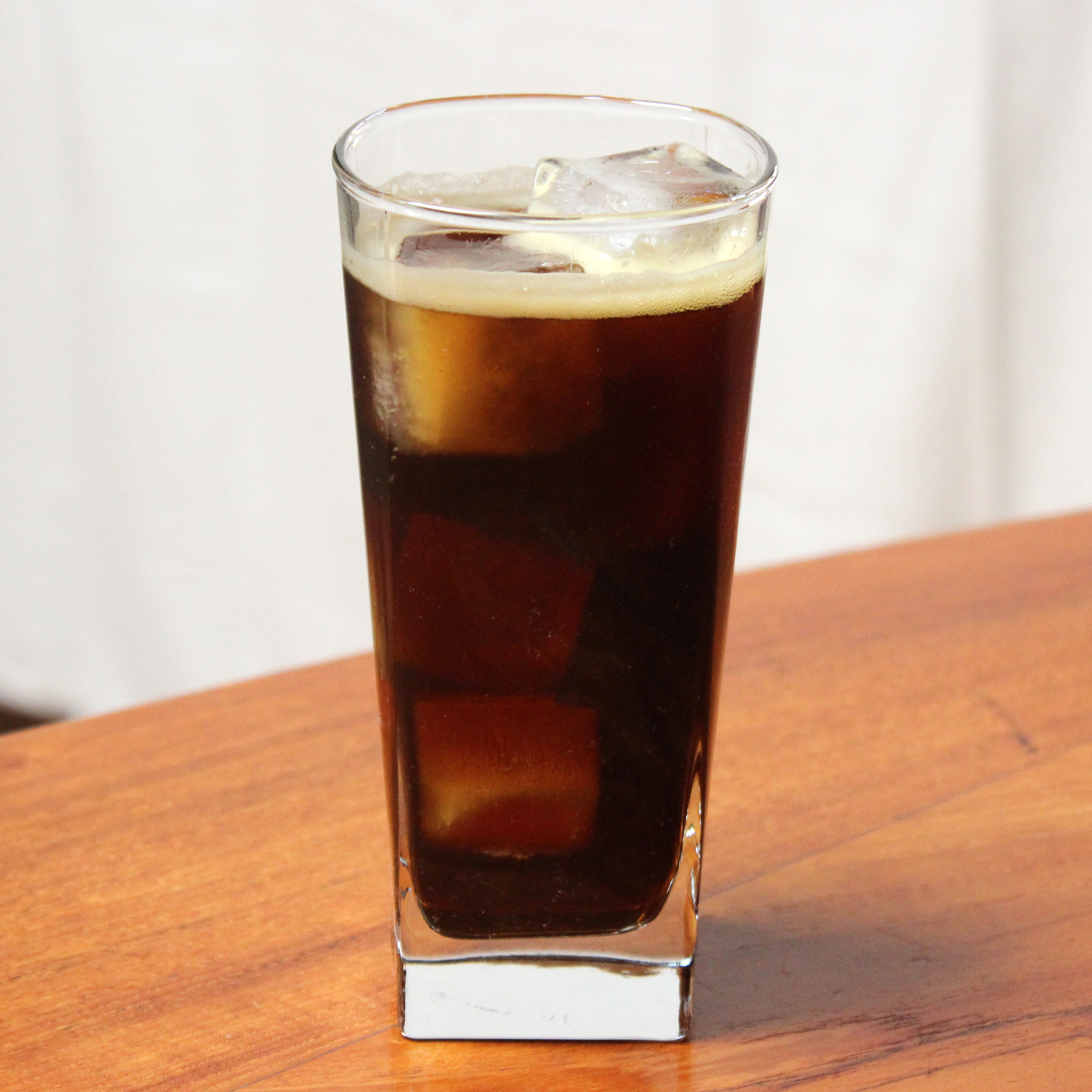
Fernet amb cola

El fernet va ser introduït a l'Argentina pels ciutadans italians durant la gran onada d'immigració europea al país de finals del segle xix i principis del segle xx. Està particularment associat a la província de Còrdova, que ha estat considerada «la capital mundial del fernet», on s'hi consumeixen gairebé tres milions de litres anuals que representen poc menys del 30% del consum nacional. La producció nacional ronda els 25 milions de litres, amb un 35% venut a la ciutat i província de Buenos Aires. Fernet-Branca és, amb diferència, la marca més popular del país, liderant el mercat i assolint un estatus gairebé mític entre els argentins. Altres marques populars són 1882, Capri, Ramazzotti i Vittone.
La beguda va guanyar popularitat a partir de mitjans de la dècada del 1980 arran dels anuncis de Fratelli Branca als canals de televisió d'abast nacional. El consum de fernet va seguir augmentant durant la primera dècada del segle xxi. A principis de la dècada del 2010, la popularitat del fernet relativament barat era tan alta que alguns bars de Buenos Aires el van eliminar dels seus menús per a fomentar el consum de begudes més cares.
Als Estats Units d'Amèrica, la beguda ha estat popular a l'àrea de la badia de San Francisco des d'abans de la Llei seca. El 2008 San Francisco va representar el 25% del consum als EUA. Els bars de San Francisco solen servir un colpet de fernet seguit d'un refresc de ginger ale. A la República Txeca és popular la marca de fabricació pròpia Fernet Stock, que es pren en forma de didal o com a part de diferents còctels. Fernet es pot barrejar en còctels, tot i que el seu gust intens pot amagar altres ingredients. Pot substituir els bíters, per exemple, al còctel Fanciulli, que és un Manhattan amb fernet en comptes d'amarg d'Angostura.